# Bettys Diagnose/Episodenliste

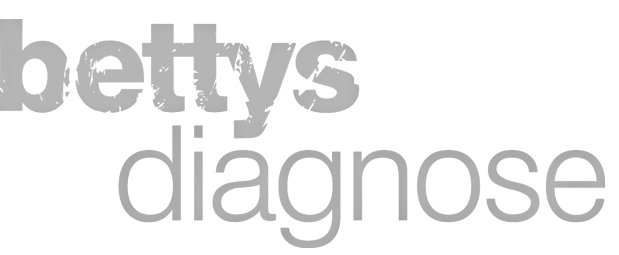
Logo der Serie

Diese Episodenliste enthält alle Episoden der deutschen Krankenhausserie Bettys Diagnose, sortiert nach der deutschen Erstausstrahlung. Die Fernsehserie umfasst derzeit elf Staffeln mit 244 Episoden.

## Übersicht
| Staffel | Episodenanzahl | Episodennummer | Erstausstrahlung | Erstausstrahlung |
| Staffel | Episodenanzahl | Episodennummer | Staffelpremiere  | Staffelfinale    |
| ------- | -------------- | -------------- | ---------------- | ---------------- |
| 1       | 12             | 01–012         | 09. Jan. 2015    | 10. Apr. 2015    |
| 2       | 12             | 013–024        | 08. Jan. 2016    | 22. Apr. 2016    |
| 3       | 13             | 025–037        | 06. Jan. 2017    | 07. Apr. 2017    |
| 4       | 26             | 038–063        | 29. Sep. 2017    | 13. Apr. 2018    |
| 5       | 25             | 064–088        | 12. Okt. 2018    | 05. Apr. 2019    |
| 6       | 25             | 089–113        | 27. Sep. 2019    | 03. Apr. 2020    |
| 7       | 26             | 114–139        | 18. Sep. 2020    | 26. März 2021    |
| 8       | 24             | 140–163        | 24. Sep. 2021    | 08. Apr. 2022    |
| 9       | 29             | 164–192        | 16. Sep. 2022    | 21. Apr. 2023    |
| 10      | 26             | 193–218        | 29. Sep. 2023    | 05. Apr. 2024    |
| 11      | 26             | 219–244        | 11. Okt. 2024    | 04. Apr. 2025    |
| 12      | 24             | 245–268        | 10. Okt. 2025    | –                |

## Staffel 1
| Nr. (ges.) | Nr. (St.) | Originaltitel            | Erstausstrahlung D | Regie                |
| ---------- | --------- | ------------------------ | ------------------ | -------------------- |
| 1          | 1         | Der Pilot                | 9. Jan. 2015       | Matthias Kiefersauer |
| 2          | 2         | In den Rücken geschossen | 16. Jan. 2015      | Matthias Kiefersauer |
| 3          | 3         | Allein auf weitem Flur   | 23. Jan. 2015      | Matthias Kiefersauer |
| 4          | 4         | Gift und Galle           | 30. Jan. 2015      | Matthias Kiefersauer |
| 5          | 5         | Kleine Abenteuer         | 13. Feb. 2015      | Tobias Stille        |
| 6          | 6         | Fieber                   | 20. Feb. 2015      | Tobias Stille        |
| 7          | 7         | Vergeben und vergessen   | 27. Feb. 2015      | Tobias Stille        |
| 8          | 8         | Geheimnisse              | 6. März 2015       | Tobias Stille        |
| 9          | 9         | Unverträglichkeiten      | 13. März 2015      | Sabine Bernardi      |
| 10         | 10        | Helden                   | 20. März 2015      | Sabine Bernardi      |
| 11         | 11        | Stein im Bauch           | 27. März 2015      | Sabine Bernardi      |
| 12         | 12        | Geschiedene Leute        | 10. Apr. 2015      | Sabine Bernardi      |

## Staffel 2
| Nr. (ges.) | Nr. (St.) | Originaltitel               | Erstausstrahlung D | Regie           |
| ---------- | --------- | --------------------------- | ------------------ | --------------- |
| 13         | 1         | Von Anfängen und Abschieden | 8. Jan. 2016       | Sabine Bernardi |
| 14         | 2         | Schonungslos                | 15. Jan. 2016      | Sabine Bernardi |
| 15         | 3         | Hoffnungsschimmer           | 12. Feb. 2016      | Sabine Bernardi |
| 16         | 4         | Herzrasen                   | 19. Feb. 2016      | Sabine Bernardi |
| 17         | 5         | Turteln und Zwitschern      | 26. Feb. 2016      | Joseph Orr      |
| 18         | 6         | Glückslos                   | 4. März 2016       | Joseph Orr      |
| 19         | 7         | Herzensangelegenheiten      | 11. März 2016      | Joseph Orr      |
| 20         | 8         | Annäherungen                | 18. März 2016      | Nico Zingelmann |
| 21         | 9         | Quarantäne                  | 1. Apr. 2016       | Nico Zingelmann |
| 22         | 10        | Wunschkind                  | 8. Apr. 2016       | Nico Zingelmann |
| 23         | 11        | Traum und Wirklichkeit      | 15. Apr. 2016      | Nico Zingelmann |
| 24         | 12        | Adrenalin                   | 22. Apr. 2016      | Ulrike Hamacher |

## Staffel 3
In der Mediathek wurden die Folgen jeweils eine Woche vor Fernsehausstrahlung zur Verfügung gestellt.
| Nr. (ges.) | Nr. (St.) | Originaltitel                     | Erstausstrahlung D | Regie             |
| ---------- | --------- | --------------------------------- | ------------------ | ----------------- |
| 25         | 1         | Undercover Boss                   | 6. Jan. 2017       | Ulrike Hamacher   |
| 26         | 2         | Neuanfang                         | 13. Jan. 2017      | Ulrike Hamacher   |
| 27         | 3         | Unter Druck                       | 27. Jan. 2017      | Jan Markus Linhof |
| 28         | 4         | Unverhofft                        | 3. Feb. 2017       | Jan Markus Linhof |
| 29         | 5         | Ich sehe was, was du nicht siehst | 10. Feb. 2017      | Jan Markus Linhof |
| 30         | 6         | Glücksfälle                       | 17. Feb. 2017      | Jan Markus Linhof |
| 31         | 7         | Nachtschicht                      | 24. Feb. 2017      | Klaus Knoesel     |
| 32         | 8         | Verwirrungen                      | 3. März 2017       | Joseph Orr        |
| 33         | 9         | Alles oder nichts                 | 10. März 2017      | Joseph Orr        |
| 34         | 10        | Verstand und Gefühl               | 17. März 2017      | Joseph Orr        |
| 35         | 11        | Unter die Haut                    | 24. März 2017      | Jan Markus Linhof |
| 36         | 12        | Kein Tag wie jeder andere         | 31. März 2017      | Jan Markus Linhof |
| 37         | 13        | Verpasste Chancen                 | 7. Apr. 2017       | Jan Markus Linhof |

## Staffel 4
In dieser Staffel werden drei tragende Hauptrollen ausgetauscht:
- Bettina Lamprecht als Bettina „Betty“ Dewald gegen Annina Hellenthal als Bettina „Betty“ Weiss
- Theresa Underberg als Lizzy Riedmüller gegen Marie Zielcke als Hanna Winter
- Maximilian Grill als Dr. Marco Behring gegen Max Alberti als Dr. Frank Stern

| Nr. (ges.) | Nr. (St.) | Originaltitel          | Erstausstrahlung D | Regie           | Drehbuch                       | Zuschauer | Marktanteil |
| ---------- | --------- | ---------------------- | ------------------ | --------------- | ------------------------------ | --------- | ----------- |
| 38         | 1         | Verlustängste          | 29. Sep. 2017      | Klaus Knoesel   | Klaus Rohne                    | 3,55 Mio. | 15,2 %      |
| 39         | 2         | Schein und Sein        | 6. Okt. 2017       | Klaus Knoesel   | Bodo Grossmann, Isabel Martín  | 3,31 Mio. | 12,9 %      |
| 40         | 3         | Furchtlos              | 13. Okt. 2017      | Klaus Knoesel   | Mandy Cankaya                  | 3,64 Mio. | 14,3 %      |
| 41         | 4         | Gut gemeint            | 20. Okt. 2017      | Oliver Muth     | Nina Schmidt                   | 3,58 Mio. | 13,8 %      |
| 42         | 5         | Erkenntnisse           | 27. Okt. 2017      | Oliver Muth     | Dennis Eick                    | 3,56 Mio. | 14,1 %      |
| 43         | 6         | Missverständnisse      | 3. Nov. 2017       | Oliver Muth     | Michaela Beck                  | 3,83 Mio. | 14,3 %      |
| 44         | 7         | Wunderland             | 10. Nov. 2017      | Oliver Muth     | Claudia Matschulla, Arnd Mayer | 3,69 Mio. | 13,6 %      |
| 45         | 8         | Hand in Hand           | 17. Nov. 2017      | Ulrike Hamacher | Claudia Matschulla, Arnd Mayer | 3,49 Mio. | 13,1 %      |
| 46         | 9         | Unter Strom            | 24. Nov. 2017      | Ulrike Hamacher | Klaus Rohne                    | 3,37 Mio. | 12,5 %      |
| 47         | 10        | Unvernünftig           | 1. Dez. 2017       | Ulrike Hamacher | Mandy Cankaya                  | 3,32 Mio. | 12,7 %      |
| 48         | 11        | Neue Wege              | 8. Dez. 2017       | Ulrike Hamacher | Iris Kobler                    | 3,14 Mio. | 11,9 %      |
| 49         | 12        | Neustart               | 15. Dez. 2017      | Klaus Knoesel   | Isabel Martín, Bodo Grossmann  | 3,30 Mio. | 12,5 %      |
| 50         | 13        | Herzklopfen            | 22. Dez. 2017      | Klaus Knoesel   | Julia Meimberg                 | 3,26 Mio. | 12,1 %      |
| 51         | 14        | Grenzüberschreitung    | 29. Dez. 2017      | Klaus Knoesel   | Dennis Eick                    | 3,39 Mio. | 12,7 %      |
| 52         | 15        | Gebrochene Herzen      | 5. Jan. 2018       | Klaus Knoesel   | Claudia Matschulla, Arnd Mayer | 3,77 Mio. | 13,5 %      |
| 53         | 16        | Verletzte Gefühle      | 26. Jan. 2018      | Oliver Muth     | Christine Drews                | 3,61 Mio. | 13,0 %      |
| 54         | 17        | Loslassen              | 2. Feb. 2018       | Oliver Muth     | Klaus Rohne                    | 3,16 Mio. | 10,8 %      |
| 55         | 18        | Bewährungsprobe        | 9. Feb. 2018       | Oliver Muth     | Claudia Matschulla, Arnd Mayer | 3,73 Mio. | 12,7 %      |
| 56         | 19        | Von Liebe und Leid     | 16. Feb. 2018      | Oliver Muth     | Claudia Matschulla, Arnd Mayer | 4,32 Mio. | 14,5 %      |
| 57         | 20        | Aufbruch               | 23. Feb. 2018      | Seyhan Derin    | Claudia Matschulla             | 3,55 Mio. | 12,4 %      |
| 58         | 21        | Ganzer Kerl            | 2. März 2018       | Seyhan Derin    | Mandy Cankaya                  | 3,55 Mio. | 12,5 %      |
| 59         | 22        | Ungeahnte Perspektiven | 9. März 2018       | Seyhan Derin    | Michaela Beck                  | 3,89 Mio. | 13,6 %      |
| 60         | 23        | Zweite Chance          | 16. März 2018      | Jurij Neumann   | Christine Drews                | 4,50 Mio. | 14,9 %      |
| 61         | 24        | Eigentor               | 23. März 2018      | Jurij Neumann   | Frederik König                 | 3,54 Mio. | 12,9 %      |
| 62         | 25        | Weiße Mäuse            | 6. Apr. 2018       | Jurij Neumann   | Nina Jaud                      | 3,22 Mio. | 13,3 %      |
| 63         | 26        | Neues Leben            | 13. Apr. 2018      | Jurij Neumann   | Isabel Martín, Bodo Grossmann  | 3,46 Mio. | 13,1 %      |

## Staffel 5
| Nr. (ges.) | Nr. (St.) | Originaltitel                         | Erstausstrahlung D | Regie             | Drehbuch                                                         | Zuschauer | Marktanteil |
| ---------- | --------- | ------------------------------------- | ------------------ | ----------------- | ---------------------------------------------------------------- | --------- | ----------- |
| 64         | 1         | Konsequenzen                          | 12. Okt. 2018      | Katrin Schmidt    | Johann A. Bunners, Martin Dolejs                                 | 2,86 Mio. | 11,6 %      |
| 65         | 2         | Alles Fake!                           | 19. Okt. 2018      | Katrin Schmidt    | Christin Burger                                                  | 3,46 Mio. | 13,7 %      |
| 66         | 3         | Nur ein Spiel                         | 26. Okt. 2018      | Katrin Schmidt    | Dennis Eick                                                      | 3,37 Mio. | 12,9 %      |
| 67         | 4         | Aufgewacht                            | 2. Nov. 2018       | Katrin Schmidt    | Claudia Matschulla, Arnd Mayer                                   | 3,31 Mio. | 12,9 %      |
| 68         | 5         | Beziehungsweise                       | 9. Nov. 2018       | Ulrike Hamacher   | Claudia Matschulla, Arnd Mayer                                   | 3,10 Mio. | 12,1 %      |
| 69         | 6         | Eine Kleinigkeit zu viel              | 16. Nov. 2018      | Ulrike Hamacher   | Christine Drews                                                  | 3,26 Mio. | 12,4 %      |
| 70         | 7         | Mut zur Wahrheit                      | 23. Nov. 2018      | Ulrike Hamacher   | Julia Meimberg, Kristin Schade                                   | 3,26 Mio. | 12,2 %      |
| 71         | 8         | Unangenehme Wahrheiten                | 30. Nov. 2018      | Oliver Muth       | Johann A. Bunners, Martin Dolejs, Julia Meimberg, Kristin Schade | 3,08 Mio. | 12,2 %      |
| 72         | 9         | Tausend mal berührt                   | 7. Dez. 2018       | Oliver Muth       | Michaela Beck                                                    | 3,78 Mio. | 14,0 %      |
| 73         | 10        | Liebe und Leidenschaft                | 14. Dez. 2018      | Oliver Muth       | Mandy Cankaya                                                    | 3,27 Mio. | 13,0 %      |
| 74         | 11        | Schöne Bescherung (Weihnachtsspecial) | 21. Dez. 2018      | Seyhan Derin      | Isabel Martín, Bodo Grossmann                                    | 3,34 Mio. | 12,6 %      |
| 75         | 12        | Einer für den anderen                 | 28. Dez. 2018      | Oliver Muth       | Claudia Matschulla, Arnd Mayer                                   | 3,32 Mio. | 12,6 %      |
| 76         | 13        | Zweierlei Schmerz                     | 4. Jan. 2019       | Seyhan Derin      | Claudia Matschulla, Arnd Mayer                                   | 3,53 Mio. | 12,6 %      |
| 77         | 14        | Kopf oder Herz                        | 11. Jan. 2019      | Seyhan Derin      | Julia Meimberg, Kristin Schade                                   | 3,76 Mio. | 13,4 %      |
| 78         | 15        | Ungewollte Gefühle                    | 18. Jan. 2019      | Britta Keils      | Julia Meimberg, Kristin Schade                                   | 3,34 Mio. | 12,7 %      |
| 79         | 16        | Glücksgefühl                          | 25. Jan. 2019      | Britta Keils      | Christin Burger                                                  | 3,63 Mio. | 12,8 %      |
| 80         | 17        | Eins mit Sternchen                    | 1. Feb. 2019       | Britta Keils      | Nina Jaud                                                        | 3,45 Mio. | 12,7 %      |
| 81         | 18        | Gewissensbisse                        | 8. Feb. 2019       | Britta Keils      | Frederik König                                                   | 3,51 Mio. | 12,7 %      |
| 82         | 19        | Eine Frage der Liebe                  | 22. Feb. 2019      | Jurij Neumann     | Christine Drews                                                  | 2,97 Mio. | 10,9 %      |
| 83         | 20        | Auf der Suche                         | 1. März 2019       | Jurij Neumann     | Anneka Hoefer, Michaela Beck                                     | 3,62 Mio. | 13,6 %      |
| 84         | 21        | Liebeskummer                          | 8. März 2019       | Jurij Neumann     | Mandy Cankaya                                                    | 3,44 Mio. | 12,7 %      |
| 85         | 22        | Familienbande                         | 15. März 2019      | Jurij Neumann     | Claudia Matschulla, Arnd Mayer                                   | 3,64 Mio. | 12,8 %      |
| 86         | 23        | Um Haaresbreite                       | 22. März 2019      | Verena S. Freytag | Claudia Matschulla, Arnd Mayer                                   | 3,27 Mio. | 12,1 %      |
| 87         | 24        | Auf Liebe und Tod                     | 29. März 2019      | Verena S. Freytag | Bodo Grossmann, Isabel Martín                                    | 3,42 Mio. | 12,3 %      |
| 88         | 25        | Verplant                              | 5. Apr. 2019       | Verena S. Freytag | Claudia Matschulla, Arnd Mayer                                   | 3,09 Mio. | 12,5 %      |

## Staffel 6
| Nr. (ges.) | Nr. (St.) | Originaltitel          | Erstausstrahlung D | Regie          | Drehbuch                       | Zuschauer | Marktanteil |
| ---------- | --------- | ---------------------- | ------------------ | -------------- | ------------------------------ | --------- | ----------- |
| 89         | 1         | Neue Aussichten        | 27. Sep. 2019      | Katrin Schmidt | Carmen Nascetti                | 3,14 Mio. | 12,6 %      |
| 90         | 2         | Der richtige Riecher   | 11. Okt. 2019      | Katrin Schmidt | Christin Burger                | 3,43 Mio. | 12,6 %      |
| 91         | 3         | Gute Freunde           | 18. Okt. 2019      | Katrin Schmidt | Claudia Leins                  | 2,85 Mio. | 11,3 %      |
| 92         | 4         | Herz oder Verstand     | 25. Okt. 2019      | Katrin Schmidt | Claudia Matschulla, Arnd Mayer | 2,81 Mio. | 10,7 %      |
| 93         | 5         | Ihr schönster Tag      | 1. Nov. 2019       | Klaus Knoesel  | Claudia Matschulla             | 2,95 Mio. | 10,7 %      |
| 94         | 6         | Bekenntnisse           | 8. Nov. 2019       | Klaus Knoesel  | Frederik König                 | 3,30 Mio. | 12,7 %      |
| 95         | 7         | Verlust                | 15. Nov. 2019      | Klaus Knoesel  | Karen Riefflin                 | 3,04 Mio. | 11,6 %      |
| 96         | 8         | Abschied               | 22. Nov. 2019      | Klaus Knoesel  | Christine Drews                | 3,25 Mio. | 12,1 %      |
| 97         | 9         | Alles nur aus Liebe    | 29. Nov. 2019      | Britta Keils   | Julia Meimberg, Kristin Schade | 2,87 Mio. | 11,7 %      |
| 98         | 10        | Stillgestanden         | 6. Dez. 2019       | Britta Keils   | Claudia Matschulla, Arnd Mayer | 3,19 Mio. | 13,0 %      |
| 99         | 11        | Herzschläge            | 13. Dez. 2019      | Britta Keils   | Ulrike Barlow                  | 2,78 Mio. | 11,1 %      |
| 100        | 12        | Glatteis               | 20. Dez. 2019      | Britta Keils   | Christin Burger                | 3,14 Mio. | 12,1 %      |
| 101        | 13        | Liebesbeweise          | 27. Dez. 2019      | Jurij Neumann  | Frederik König                 | 3,20 Mio. | 12,0 %      |
| 102        | 14        | Neubeginn              | 3. Jan. 2020       | Jurij Neumann  | Julia Meimberg, Kristin Schade | 3,41 Mio. | 12,2 %      |
| 103        | 15        | Gegen alle Widerstände | 10. Jan. 2020      | Jurij Neumann  | Klaus Jochmann                 | 3,20 Mio. | 11,8 %      |
| 104        | 16        | Die beste Freundin     | 17. Jan. 2020      | Klaus Knoesel  | Christine Drews                | 3,48 Mio. | 12,8 %      |
| 105        | 17        | Abschiedsschmerz       | 24. Jan. 2020      | Klaus Knoesel  | Ralf Pingel                    | 3,26 Mio. | 12,0 %      |
| 106        | 18        | Erwartungshaltungen    | 31. Jan. 2020      | Klaus Knoesel  | Arnd Mayer, Claudia Matschulla | 3,04 Mio. | 11,3 %      |
| 107        | 19        | Chancen                | 7. Feb. 2020       | Katrin Schmidt | Claudia Matschulla, Arnd Mayer | 3,25 Mio. | 12,3 %      |
| 108        | 20        | Irrwege                | 14. Feb. 2020      | Katrin Schmidt | Frederik König                 | 2,66 Mio. | 10,0 %      |
| 109        | 21        | Träume                 | 21. Feb. 2020      | Katrin Schmidt | Julia Meimberg, Kristin Schade | 3,02 Mio. | 11,4 %      |
| 110        | 22        | Auf einem Auge blind   | 28. Feb. 2020      | Katrin Schmidt | Christin Burger                | 3,28 Mio. | 12,1 %      |
| 111        | 23        | Geheime Liebe          | 6. März 2020       | André Siebert  | Christine Drews                | 3,10 Mio. | 11,4 %      |
| 112        | 24        | Keine Angst            | 27. März 2020      | André Siebert  | Carmen Nascetti                | 4,12 Mio. | 11,5 %      |
| 113        | 25        | Ende mit Schrecken     | 3. Apr. 2020       | André Siebert  | Karen Riefflin                 | 4,40 Mio. | 12,6 %      |

## Staffel 7
| Nr. (ges.) | Nr. (St.) | Originaltitel            | Erstausstrahlung | Regie               | Drehbuch                       | Zuschauer | Marktanteil |
| ---------- | --------- | ------------------------ | ---------------- | ------------------- | ------------------------------ | --------- | ----------- |
| 114        | 1         | Auf Messers Schneide     | 18. Sep. 2020    | André Siebert       | Arnd Mayer, Claudia Matschulla | 2,86 Mio. | 12,4 %      |
| 115        | 2         | Richtungswechsel         | 25. Sep. 2020    | Tina Kriwitz        | Claudia Matschulla, Arnd Mayer | 3,40 Mio. | 13,0 %      |
| 116        | 3         | Im Ende ein Anfang       | 2. Okt. 2020     | Tina Kriwitz        | Claudia Leins                  | 3,28 Mio. | 13,1 %      |
| 117        | 4         | Auf Herz und Nieren      | 9. Okt. 2020     | Tina Kriwitz        | Klaus Jochmann                 | 3,19 Mio. | 11,9 %      |
| 118        | 5         | Hitzewelle               | 16. Okt. 2020    | Klaus Knoesel       | Bodo Grossmann, Isabel Martín  | 3,52 Mio. | 13,0 %      |
| 119        | 6         | Glaube und Unglaube      | 23. Okt. 2020    | Oliver Muth         | Christine Drews                | 3,46 Mio. | 12,6 %      |
| 120        | 7         | Einsichten               | 30. Okt. 2020    | Oliver Muth         | Ulrike Barlow                  | 3,49 Mio. | 12,2 %      |
| 121        | 8         | Am Limit                 | 6. Nov. 2020     | Oliver Muth         | Christin Burger                | 4,42 Mio. | 13,6 %      |
| 122        | 9         | Song für Nellie          | 13. Nov. 2020    | Oliver Muth         | Arnd Mayer, Claudia Matschulla | 3,72 Mio. | 12,3 %      |
| 123        | 10        | Antenne des Herzens      | 20. Nov. 2020    | Katrin Schmidt      | Klaus Jochmann                 | 3,76 Mio. | 12,4 %      |
| 124        | 11        | Gegen die Angst          | 27. Nov. 2020    | Katrin Schmidt      | Claudia Matschulla, Arnd Mayer | 3,90 Mio. | 13,1 %      |
| 125        | 12        | Ohne Gefühl              | 4. Dez. 2020     | Katrin Schmidt      | Claudia Leins                  | 3,88 Mio. | 12,9 %      |
| 126        | 13        | Von Müttern und Töchtern | 11. Dez. 2020    | Katrin Schmidt      | Claudia Matschulla, Arnd Mayer | 3,81 Mio. | 12,5 %      |
| 127        | 14        | Vertrauenssache          | 18. Dez. 2020    | Jurij Neumann       | Claudia Matschulla, Arnd Mayer | 3,72 Mio. | 12,0 %      |
| 128        | 15        | Der nächste Schritt      | 8. Jan. 2021     | Jurij Neumann       | Christin Burger                | 3,54 Mio. | 11,5 %      |
| 129        | 16        | Herzschmerzen            | 15. Jan. 2021    | Jurij Neumann       | Ulrike Barlow                  | 3,82 Mio. | 11,9 %      |
| 130        | 17        | Das Unwetter             | 22. Jan. 2021    | Oliver Muth         | Klaus Jochmann                 | 3,66 Mio. | 11,7 %      |
| 131        | 18        | Für immer verbunden      | 29. Jan. 2021    | Oliver Muth         | Claudia Leins                  | 3,71 Mio. | 11,9 %      |
| 132        | 19        | Familie hält zusammen    | 5. Feb. 2021     | Oliver Muth         | Karen Riefflin                 | 3,14 Mio. | 10,3 %      |
| 133        | 20        | Erwischt                 | 12. Feb. 2021    | Oliver Muth         | Claudia Matschulla, Arnd Mayer | 3,87 Mio. | 12,6 %      |
| 134        | 21        | Plan B                   | 19. Feb. 2021    | Kerstin Schefberger | Christin Burger                | 3,84 Mio. | 12,8 %      |
| 135        | 22        | Wachgerüttelt            | 26. Feb. 2021    | Kerstin Schefberger | Christine Drews                | 4,10 Mio. | 13,4 %      |
| 136        | 23        | Aus dem Nichts           | 5. März 2021     | Kerstin Schefberger | Julia Meimberg, Kristin Schade | 3,66 Mio. | 12,3 %      |
| 137        | 24        | Eiskalt Erwischt         | 12. März 2021    | André Siebert       | Julia Meimberg                 | 3,67 Mio. | 12,3 %      |
| 138        | 25        | Angst im Kopf            | 19. März 2021    | André Siebert       | Frederik König                 | 3,56 Mio. | 12,1 %      |
| 139        | 26        | Abschied und Neuanfang   | 26. März 2021    | André Siebert       | Christine Drews                | 3,57 Mio. | 12,2 %      |

## Staffel 8
Die 8. Staffel sollte ursprünglich 27 neue Folgen enthalten, aufgrund mehrerer Programmänderungen werden die letzten drei Folgen vor Beginn der 9. Staffel ausgestrahlt.
| Nr. (ges.) | Nr. (St.) | Originaltitel              | Erstausstrahlung | Regie               | Drehbuch                        | Zuschauer | Marktanteil |
| ---------- | --------- | -------------------------- | ---------------- | ------------------- | ------------------------------- | --------- | ----------- |
| 140        | 1         | Schuldgefühle              | 24. Sep. 2021    | André Siebert       | Claudia Matschulla, Arnd Mayer  | 2,83 Mio. | 12,7 %      |
| 141        | 2         | Der Schein trügt           | 1. Okt. 2021     | Eva Wolf            | Claudia Matschulla, Arnd Mayer  | 2,89 Mio. | 12,3 %      |
| 142        | 3         | … und du bist raus!        | 8. Okt. 2021     | Eva Wolf            | Christin Burger                 | 3,08 Mio. | 12,9 %      |
| 143        | 4         | Beziehung mit Hindernissen | 15. Okt. 2021    | Eva Wolf            | Klaus Jochmann                  | 3,05 Mio. | 12,2 %      |
| 144        | 5         | Besser spät als nie        | 22. Okt. 2021    | Tina Kriwitz        | Anke Heindel                    | 3,21 Mio. | 12,8 %      |
| 145        | 6         | Spiel mit dem Feuer        | 29. Okt. 2021    | Tina Kriwitz        | Kristin Schade, Julia Meimberg  | 3,02 Mio. | 12,2 %      |
| 146        | 7         | Falsches Schweigen         | 5. Nov. 2021     | Tina Kriwitz        | Christine Drews                 | 3,20 Mio. | 12,4 %      |
| 147        | 8         | We are family              | 12. Nov. 2021    | Tina Kriwitz        | Claudia Matschulla, Arnd Mayer  | 3,39 Mio. | 12,9 %      |
| 148        | 9         | Kein Empfang               | 19. Nov. 2021    | Kerstin Schefberger | Arnd Mayer, Claudia Matschulla  | 2,98 Mio. | 11,2 %      |
| 149        | 10        | Neue Ziele                 | 26. Nov. 2021    | Britta Keils        | Claudia Matschulla, Arnd Mayer  | 3,80 Mio. | 13,6 %      |
| 150        | 11        | Konfrontation              | 3. Dez. 2021     | Britta Keils        | Christin Burger                 | 3,22 Mio. | 11,8 %      |
| 151        | 12        | Planlos                    | 10. Dez. 2021    | Britta Keils        | Anneka Hoefer, Philipp Neubauer | 3,26 Mio. | 12,1 %      |
| 152        | 13        | Schuld und Familie         | 17. Dez. 2021    | Britta Keils        | Claudia Leins                   | 3,13 Mio. | 11,7 %      |
| 153        | 14        | Erste Annäherungen         | 7. Jan. 2022     | Suki Roessel        | Klaus Jochmann                  | 3,81 Mio. | 13,5 %      |
| 154        | 15        | Ein Versprechen            | 14. Jan. 2022    | Suki Roessel        | Björn Firnrohr                  | 3,51 Mio. | 12,8 %      |
| 155        | 16        | Falsche Richtung           | 21. Jan. 2022    | Suki Roessel        | Claudia Matschulla, Arnd Mayer  | 3,35 Mio. | 12,1 %      |
| 156        | 17        | Unerwartet                 | 28. Jan. 2022    | Oliver Muth         | Claudia Matschulla, Arnd Mayer  | 3,17 Mio. | 12,0 %      |
| 157        | 18        | Großer Bruder              | 4. Feb. 2022     | Oliver Muth         | Christin Burger                 | 3,44 Mio. | 12,5 %      |
| 158        | 19        | Kleine und große Lügen     | 11. Feb. 2022    | Oliver Muth         | Ulrike Barlow                   | 3,27 Mio. | 12,2 %      |
| 159        | 20        | Ausgetrickst               | 18. Feb. 2022    | Oliver Muth         | Karen Riefflin                  | 2,84 Mio. | 10,1 %      |
| 160        | 21        | Schmerzhafte Wahrheit      | 18. März 2022    | Kerstin Schefberger | Klaus Jochmann                  | 2,93 Mio. | 11,5 %      |
| 161        | 22        | Umdenken                   | 25. März 2022    | Kerstin Schefberger | Karen Riefflin                  | 2,67 Mio. | 10,7 %      |
| 162        | 23        | Zusammenhalt               | 1. Apr. 2022     | Kerstin Schefberger | Julia Meimberg, Kristin Schade  | 3,14 Mio. | 12,3 %      |
| 163        | 24        | Wagnisse                   | 8. Apr. 2022     | Kerstin Schefberger | Claudia Matschulla, Arnd Mayer  | 2,98 Mio. | 12,0 %      |

## Staffel 9
Vor Beginn der 9. Staffel wurden neben ihren 26 neuen Folgen, die letzten 3 Folgen aus Staffel 8 ausgestrahlt.
| Nr. (ges.) | Nr. (St.) | Originaltitel             | Erstausstrahlung | Regie               | Drehbuch                       | Zuschauer | Marktanteil |
| ---------- | --------- | ------------------------- | ---------------- | ------------------- | ------------------------------ | --------- | ----------- |
| 164        | 1         | Neues Glück               | 16. Sep. 2022    | André Siebert       | Christine Drews                | 2,68 Mio. | 11,9 %      |
| 165        | 2         | Gegen den Strom           | 23. Sep. 2022    | André Siebert       | Christin Burger                | 2,62 Mio. | 11,8 %      |
| 166        | 3         | Gefunden                  | 30. Sep. 2022    | André Siebert       | Claudia Matschulla, Arnd Mayer | 3,07 Mio. | 13,1 %      |
| 167        | 4         | Er gehört zu mir          | 7. Okt. 2022     | Tina Kriwitz        | Claudia Matschulla, Arnd Mayer | 2,66 Mio. | 11,6 %      |
| 168        | 5         | Bruderherz                | 14. Okt. 2022    | Tina Kriwitz        | Björn Firnrohr                 | 3,00 Mio. | 12,4 %      |
| 169        | 6         | Dilemma                   | 21. Okt. 2022    | Tina Kriwitz        | Klaus Jochmann                 | 2,94 Mio. | 12,3 %      |
| 170        | 7         | Von Fischen und Elefanten | 28. Okt. 2022    | Tina Kriwitz        | Claudia Matschulla, Arnd Mayer | 2,63 Mio. | 11,3 %      |
| 171        | 8         | Übergriffe                | 4. Nov. 2022     | Jurij Neumann       | Claudia Matschulla, Arnd Mayer | 2,91 Mio. | 11,8 %      |
| 172        | 9         | Findelkind                | 11. Nov. 2022    | Jurij Neumann       | Christin Burger                | 2,96 Mio. | 12,2 %      |
| 173        | 10        | Liebestest                | 18. Nov. 2022    | Jurij Neumann       | Julia Meimberg, Kristin Schade | 2,75 Mio. | 11,7 %      |
| 174        | 11        | Blinder Fleck             | 25. Nov. 2022    | Jurij Neumann       | Karen Riefflin                 | 2,77 Mio. | 11,8 %      |
| 175        | 12        | Stunde der Wahrheit       | 16. Dez. 2022    | Britta Keils        | Klaus Jochmann                 | 2,68 Mio. | 11,0 %      |
| 176        | 13        | Alles auf Anfang          | 23. Dez. 2022    | Britta Keils        | Karen Riefflin                 | 2,83 Mio. | 11,9 %      |
| 177        | 14        | Böse Jungs                | 30. Dez. 2022    | Britta Keils        | Björn Firnrohr                 | 2,90 Mio. | 11,8 %      |
| 178        | 15        | Einbrüche                 | 6. Jan. 2023     | Britta Keils        | Claudia Matschulla, Arnd Mayer | 2,76 Mio. | 11,2 %      |
| 179        | 16        | Herausgefordert           | 13. Jan. 2023    | Suki Maria Roessel  | Claudia Matschulla, Arnd Mayer | 3,32 Mio. | 12,5 %      |
| 180        | 17        | Plötzlich Familie         | 20. Jan. 2023    | Suki Maria Roessel  | Günter Overmann                | 2,81 Mio. | 11,5 %      |
| 181        | 18        | Zu schnell zu viel        | 27. Jan. 2023    | Suki Maria Roessel  | Julia Meimberg, Kristin Schade | 2,96 Mio. | 12,1 %      |
| 182        | 19        | Ein großer Schritt        | 3. Feb. 2023     | Kerstin Schefberger | Julia Meimberg, Kristin Schade | 3,12 Mio. | 12,7 %      |
| 183        | 20        | Feurig                    | 10. Feb. 2023    | Kerstin Schefberger | Claudia Matschulla, Arnd Mayer | 2,96 Mio. | 11,6 %      |
| 184        | 21        | Unter Beobachtung         | 17. Feb. 2023    | Kerstin Schefberger | Christin Burger                | 2,97 Mio. | 12,0 %      |
| 185        | 22        | Hängepartie               | 24. Feb. 2023    | Kerstin Schefberger | Claudia Matschulla, Arnd Mayer | 3,22 Mio. | 12,9 %      |
| 186        | 23        | Verschossen               | 3. März 2023     | Jurij Neumann       | Claudia Matschulla, Arnd Mayer | 2,81 Mio. | 11,3 %      |
| 187        | 24        | Gefühlschaos              | 10. März 2023    | Jurij Neumann       | Klaus Jochmann                 | 2,81 Mio. | 11,7 %      |
| 188        | 25        | Fehleinschätzungen        | 17. März 2023    | Jurij Neumann       | Karen Riefflin                 | 2,84 Mio. | 11,9 %      |
| 189        | 26        | Liebe kommt, Liebe geht   | 24. März 2023    | Jurij Neumann       | Christine Drews                | 2,90 Mio. | 12,3 %      |
| 190        | 27        | Helden und Vampire        | 31. März 2023    | Oliver Muth         | Björn Firnrohr                 | 2,74 Mio. | 12,1 %      |
| 191        | 28        | Ohne dich                 | 14. Apr. 2023    | Oliver Muth         | Christin Burger                | 2,84 Mio. | 12,6 %      |
| 192        | 29        | Auf ein Neues             | 21. Apr. 2023    | Oliver Muth         | Claudia Matschulla, Arnd Mayer | 2,60 Mio. | 12,8 %      |

## Staffel 10
In dieser Staffel wurde die tragende Hauptrolle ausgetauscht: Annina Hellenthal als Bettina „Betty“ Weiss gegen Henrike Hahn als Elisabeth „Betty“ Hertz
| Nr. (ges.) | Nr. (St.) | Originaltitel                 | Erstausstrahlung | Regie               | Drehbuch                          | Zuschauer | Marktanteil |
| ---------- | --------- | ----------------------------- | ---------------- | ------------------- | --------------------------------- | --------- | ----------- |
| 193        | 1         | Geisterbahn                   | 29. Sep. 2023    | Tina Kriwitz        | Claudia Matschulla, Arnd Mayer    | 2,51 Mio. | 11,9 %      |
| 194        | 2         | Seelische Wunden              | 6. Okt. 2023     | Tina Kriwitz        | Klaus Jochmann                    | 2,64 Mio. | 12,3 %      |
| 195        | 3         | Alles Schwindel               | 13. Okt. 2023    | Tina Kriwitz        | Iris Kobler                       | 2,59 Mio. | 12,0 %      |
| 196        | 4         | Gerettet                      | 20. Okt. 2023    | Tina Kriwitz        | Claudia Matschulla, Arnd Mayer    | 2,59 Mio. | 11,3 %      |
| 197        | 5         | Unausgesprochen               | 27. Okt. 2023    | Eva Wolf            | Claudia Matschulla, Arnd Mayer    | 2,69 Mio. | 11,9 %      |
| 198        | 6         | Ganz oder gar nicht           | 3. Nov. 2023     | Eva Wolf            | Björn Firnrohr                    | 2,59 Mio. | 11,0 %      |
| 199        | 7         | Wahrheit oder Täuschung       | 10. Nov. 2023    | Eva Wolf            | Julia Meimberg, Kristin Schade    | 2,72 Mio. | 11,4 %      |
| 200        | 8         | Liebeskummer lohnt sich nicht | 17. Nov. 2023    | Eva Wolf            | Karen Riefflin                    | 2,84 Mio. | 12,1 %      |
| 201        | 9         | Aus eigener Kraft             | 24. Nov. 2023    | Jurij Neumann       | Christin Burger                   | 2,94 Mio. | 12,4 %      |
| 202        | 10        | Es geht um die Wurst          | 1. Dez. 2023     | Jurij Neumann       | Klaus Jochmann                    | 2,40 Mio. | 10,7 %      |
| 203        | 11        | Beziehungsprobleme            | 8. Dez. 2023     | Jurij Neumann       | Julia Meimberg, Kristin Schade    | 2,67 Mio. | 12,0 %      |
| 204        | 12        | Überholspur                   | 15. Dez. 2023    | Jurij Neumann       | Claudia Matschulla, Arnd Mayer    | 2,51 Mio. | 11,0 %      |
| 205        | 13        | Wunder geschehen              | 22. Dez. 2023    | Su-Ji Lee           | Claudia Matschulla, Arnd Mayer    | 2,70 Mio. | 11,5 %      |
| 206        | 14        | Im grünen Bereich             | 29. Dez. 2023    | Su-Ji Lee           | Teresa Hochmuth                   | 2,31 Mio. | 9,9 %       |
| 207        | 15        | Eine von uns                  | 5. Jan. 2024     | Su-Ji Lee           | Björn Firnrohr                    | 2,71 Mio. | 11,7 %      |
| 208        | 16        | Für immer …?                  | 12. Jan. 2024    | Oliver Muth         | Karen Riefflin                    | 2,83 Mio. | 11,9 %      |
| 209        | 17        | Nur du                        | 19. Jan. 2024    | Oliver Muth         | Christin Burger                   | 2,74 Mio. | 11,6 %      |
| 210        | 18        | Nicht ohne dich               | 2. Feb. 2024     | Oliver Muth         | Martin Wiesenhöfer, Anneka Hoefer | 2,45 Mio. | 10,0 %      |
| 211        | 19        | Hochzeitsfieber               | 9. Feb. 2024     | Oliver Muth         | Claudia Matschulla, Arnd Mayer    | 2,54 Mio. | 10,9 %      |
| 212        | 20        | Herzenssache                  | 16. Feb. 2024    | Kerstin Schefberger | Claudia Matschulla, Arnd Mayer    | 3,54 Mio. | 14,4 %      |
| 213        | 21        | Schmetterlingskinder          | 23. Feb. 2024    | Kerstin Schefberger | Klaus Jochmann                    | 2,73 Mio. | 12,0 %      |
| 214        | 22        | Wenn zwei sich lieben         | 1. März 2024     | Kerstin Schefberger | Björn Firnrohr                    | 2,57 Mio. | 11,4 %      |
| 215        | 23        | Befreiungsschlag              | 8. März 2024     | Kerstin Schefberger | Julia Meimberg, Kristin Schade    | 2,49 Mio. | 11,0 %      |
| 216        | 24        | Ein neues Leben               | 15. März 2024    | Anke Röder          | Julia Meimberg, Kristin Schade    | 2,51 Mio. | 11,0 %      |
| 217        | 25        | Letzte Reise                  | 22. März 2024    | Anke Röder          | Karen Riefflin                    | 2,65 Mio. | 11,7 %      |
| 218        | 26        | Qualitäten                    | 5. Apr. 2024     | Anke Röder          | Claudia Matschulla, Arnd Mayer    | 2,61 Mio. | 12,1 %      |

## Staffel 11
| Nr. (ges.) | Nr. (St.) | Originaltitel                       | Erstausstrahlung | Regie                | Drehbuch                       | Zuschauer | Marktanteil |
| ---------- | --------- | ----------------------------------- | ---------------- | -------------------- | ------------------------------ | --------- | ----------- |
| 219        | 1         | Nebenwirkungen                      | 11. Okt. 2024    | Oliver Muth          | Claudia Matschulla, Arnd Mayer | 2,23 Mio. | 10,8 %      |
| 220        | 2         | Außer Kontrolle                     | 18. Okt. 2024    | Oliver Muth          | Christin Burger                | 2,26 Mio. | 11,0 %      |
| 221        | 3         | Sprachlos                           | 25. Okt. 2024    | Oliver Muth          | Iris Kobler                    | 2,49 Mio. | 12,1 %      |
| 222        | 4         | Prioritäten                         | 1. Nov. 2024     | Oliver Muth          | Claudia Matschulla, Arnd Mayer | 2,56 Mio. | 11,2 %      |
| 223        | 5         | Wanderjahre                         | 8. Nov. 2024     | Tina Kriwitz         | Claudia Matschulla, Arnd Mayer | 2,46 Mio. | 11,2 %      |
| 224        | 6         | Dr. Robot                           | 15. Nov. 2024    | Tina Kriwitz         | Björn Firnrohr                 | 2,34 Mio. | 11,1 %      |
| 225        | 7         | Schluss Aus Vorbei                  | 22. Nov. 2024    | Tina Kriwitz         | Björn Firnrohr                 | 2,48 Mio. | 11,2 %      |
| 226        | 8         | Kampfgeist                          | 29. Nov. 2024    | Tina Kriwitz         | Julia Meimberg, Kristin Schade | 2,37 Mio. | 11,4 %      |
| 227        | 9         | Lebenswege                          | 6. Dez. 2024     | Oliver Muth          | Julia Meimberg, Kristin Schade | 2,35 Mio. | 11,3 %      |
| 228        | 10        | Alles verloren                      | 13. Dez. 2024    | Oliver Muth          | Klaus Jochmann                 | 2,26 Mio. | 10,8 %      |
| 229        | 11        | Alle für eine                       | 20. Dez. 2024    | Oliver Muth          | Christin Burger                | 2,44 Mio. | 11,5 %      |
| 230        | 12        | Lampenfieber                        | 27. Dez. 2024    | Oliver Muth          | Claudia Matschulla, Arnd Mayer | 2,61 Mio. | 11,8 %      |
| 231        | 13        | Albträume                           | 3. Jan. 2025     | Daria Onyshchenko    | Claudia Matschulla, Arnd Mayer | 2,76 Mio. | 12,1 %      |
| 232        | 14        | Doc Batman                          | 10. Jan. 2025    | Daria Onyshchenko    | Karen Riefflin                 | 2,55 Mio. | 11,5 %      |
| 233        | 15        | Beste Feinde                        | 17. Jan. 2025    | Daria Onyshchenko    | Iris Kobler                    | 2,64 Mio. | 12,1 %      |
| 234        | 16        | Wie ein neuer Mensch                | 24. Jan. 2025    | Su-Ji Lee            | Teresa Hochmuth                | 2,52 Mio. | 11,5 %      |
| 235        | 17        | Lebenslügen                         | 31. Jan. 2025    | Su-Ji Lee            | Julia Meimberg, Kristin Schade | 3,17 Mio. | 13,8 %      |
| 236        | 18        | Achterbahn                          | 7. Feb. 2025     | Su-Ji Lee            | Christin Burger                | 2,62 Mio. | 11,7 %      |
| 237        | 19        | Teamplayer                          | 14. Feb. 2025    | Su-Ji Lee            | Claudia Matschulla, Arnd Mayer | 2,89 Mio. | 13,0 %      |
| 238        | 20        | Mitten ins Herz                     | 21. Feb. 2025    | Michael Brent Adam   | Björn Firnrohr                 | 2,48 Mio. | 10,7 %      |
| 239        | 21        | Betrüger und Betrogene              | 28. Feb. 2025    | Michael Brent Adam   | Jochim Scherf                  | 2,53 Mio. | 11,4 %      |
| 240        | 22        | Es ist kompliziert                  | 7. März 2025     | Michael Brent Adam   | Karen Riefflin                 | 2,65 Mio. | 12,6 %      |
| 241        | 23        | Verfahren                           | 14. März 2025    | Michael Brent Adam   | Claudia Matschulla, Arnd Mayer | 2,34 Mio. | 11,3 %      |
| 242        | 24        | Harte Landung                       | 21. März 2025    | Kerstin Scheffberger | Iris Kobler                    | 2,16 Mio. | 10,5 %      |
| 243        | 25        | Liebe hat viele Gesichter           | 28. März 2025    | Kerstin Scheffberger | Julia Meimberg, Kristin Schade | 2,50 Mio. | 12,0 %      |
| 244        | 26        | Beziehungen und andere Katastrophen | 4. Apr. 2025     | Kerstin Scheffberger | Claudia Matschulla, Arnd Mayer | 2,12 Mio. | 11,1 %      |

## Staffel 12
| Nr. (ges.) | Nr. (St.) | Originaltitel        | Erstausstrahlung | Regie | Drehbuch | Zuschauer | Marktanteil |
| ---------- | --------- | -------------------- | ---------------- | ----- | -------- | --------- | ----------- |
| 245        | 1         | Alles anders         | –                |       |          |           |             |
| 246        | 2         | Ahnungslos           | –                |       |          |           |             |
| 247        | 3         | Mamaleben            | –                |       |          |           |             |
| 248        | 4         | Mann oder Memme      | –                |       |          |           |             |
| 249        | 5         | Yesterday            | –                |       |          |           |             |
| 250        | 6         | Ausnahmezustand      | –                |       |          |           |             |
| 251        | 7         | Spielereien          | –                |       |          |           |             |
| 252        | 8         | Apfel im Schlafrock  | –                |       |          |           |             |
| 253        | 9         | Halbe Wahrheiten     | –                |       |          |           |             |
| 254        | 10        | In den Sternen       | –                |       |          |           |             |
| 255        | 11        | Ein schlimmer Fehler | –                |       |          |           |             |